# ایستگاه متروی جوادیه
ایستگاه متروی جوادیه یکی از ایستگاه‌های خط ۳ متروی تهران است که در حد فاصل پل جوادیه و میدان رباط کریم (خیابان آیت‌الله ایروانی) واقع شده‌ است.
این ایستگاه در تاریخ ۲ اردیبهشت ۱۳۹۳ تأسیس شده‌ است و فضای سرپوشیده آن ۳٬۷۸۰ متر مربع است.